# Polizia locale in Sicilia
La polizia locale in Sicilia è disciplinata da una serie di norme regionali che hanno recepito e integrato la normativa statale in materia di polizia locale.
Il servizio di polizia locale può essere svolto anche in forma associata dagli enti locali.

## Storia
Esiste un documento del 1095 che prevedeva nelle universitas normanne (comuni) una figura come l'acatapano che si occupava dell’ordine e della sicurezza interna. Mentre nel periodo dal 1806 al 1815 nel regno di Sicilia esistevano dei Corpi come le Guardie Siciliane, la Polizia Siciliana e la Gendarmeria Siciliana, con il regno della Due Sicilie divenute Guardie Urbane borboniche. Dal 1861 furono uniformate al resto d'Italia.
Con l'Autonomia speciale del maggio 1946 l'ordinamento degli enti locali è divenuto competenza esclusiva della Regione Siciliana .
Da allora sono stati istituiti i primi corpi di vigili urbani, poi polizia municipale, e nel 1949 fu ricostituito quello di Palermo.
Inoltre può organizzare una polizia regionale, in quanto viene previsto che il "Governo regionale può organizzare corpi speciali di polizia amministrativa per la tutela di particolari servizi ed interessi".
Nel 1972 è stato istituito il Corpo forestale della Regione siciliana, corpo tecnico con funzioni di polizia, per il contrasto ai reati ambientali e agroalimentari.
Dopo la legge quadro 7 marzo del 1986, n. 65,, la Regione è intervenuta con la  L.R. 1 agosto 1990, n. 17 “Norme in materia di polizia municipale”.
Il governo regionale nel luglio 2019, ha approvato un progetto di riforma che rafforza il ruolo di coordinamento della Regione.

## Ordinamento
Polizia municipale
Nella Regione Siciliana ci sono 391 Corpi di Polizia municipale, di cui 3 Corpi di Polizia metropolitana.
Polizia provinciale
Esistono 7 Corpi di Polizia provinciale. Il Corpo è assente nei Liberi consorzi di Trapani e di Caltanissetta.
Polizia regionale
Il Corpo forestale della Regione siciliana, è un corpo di polizia regionale con funzioni di pubblica sicurezza e di polizia giudiziaria, ambientale, forestale, venatoria e agroalimentare. È inoltre organo permanente di protezione civile.

### Funzioni e competenze
- Prevenire e reprimere le infrazioni alle norme di polizia locale;
- Vigilare sull'osservanza delle leggi statali e regionali, dei regolamenti e delle ordinanze la cui esecuzione è di competenza della polizia locale, urbana e rurale;
- Svolgere i servizi di polizia stradale attribuiti dalle leggi regionali della Regione Siciliana alla polizia municipale;
- Espletare i servizi di informazione, di accertamento e di rilevazione connessi ai compiti d'istituto e di vigilanza;
- Vigilare sull'integrità e conservazione del patrimonio pubblico e privato;
- Prestare servizi d'ordine, vigilanza e scorta necessari per l'espletamento di attività e compiti istituzionali degli enti di appartenenza territoriale;
- Svolgere le funzioni di polizia giudiziaria e le funzioni ausiliari di pubblica sicurezza ai sensi dell'articolo 5 della legge 7 marzo 1986, n. 65, nell'ambito delle proprie attribuzioni, nei limiti e nelle forme di legge;
- Prestare opera di soccorso in occasione di calamità e disastri e privati infortuni;

### Comitato tecnico regionale
La Regione Siciliana nel 1990 ha costituito il "Comitato tecnico regionale per le funzioni di polizia locale", nominato con decreto dal presidente della Giunta regionale, e presieduto dall'assessore regionale alle autonomie locali.
Il Comitato fornisce alla Regione consulenza in materia di polizia locale, effettua studi per la migliore organizzazione del servizio e formula proposte per assicurare le migliori condizioni per l'espletamento dello stesso.

## Uniformi
L'uniforme è del colore blu notte per la Polizia municipale e grigio-verde per la Polizia provinciale.

## Gradi
Sono previsti autonomi distintivi di grado per il personale della Polizia locale del Sicilia.

## Simboli
Il simbolo è unico e presente in tutti Corpi di polizia siciliana: cerchio in blu con le denominazioni scritta in bianco Polizia Municipale di XXX e in campo rosso-giallo come l'emblema della Sicilia con la Triscele (o Trinacria).